# Вологі тропічні ліси Каролінських островів
Вологі тропічні ліси Каролінських островів (ідентифікатор WWF: OC0101) — океанійський екорегіон тропічних та субтропічних вологих широколистяних лісів, розташований на островах Мікронезії в Тихому океані.

## Географія
Екорегіон вологих тропічних лісів Каролінських островів простягається широкою смугою з північного заходу на південний схід через центральну і західну частину Каролінського архіпелагу у західній частині Тихого океану. Він охоплює острови Реметау у східній частині штату Яп, а також штати Чуук, Понпеї та Косрае, що складають Федеративні Штати Мікронезії.
Острови Чуук або Трук оточені великим круглим бар'єрним рифом завширшки майже 60 км у найширшому місці. Риф оточує центральну лагуну, у якій розташований архіпелаг з 10 основних та багатьох дрібних острівців, що складаються з коралового піску. Найбільшим островом архіпелагу є Тол, який підіймається на висоту 443 м над рівнем моря. На островах Чуук розташоване найбільше у Федеративних Штатах Мікронезії місто Вено, в якому живе близько 14 тисяч людей.
Острів Понпеї площею 335 км², розташований за 650 км на схід від Чуука, є згаслим вулканом, що складається з вивітреного базальту, і геологічно молодший за Чуук. В центрі острова розташоване плато з одинадцятьма вершинами, найвища з яких підіймається на висоту 734 м над рівнем моря. Це найбільш густонаселений острів у Федеративних Штатах Мікронезії, тут розташована столиця країни Палікір та стародавня мегалітична пам'ятка Нан-Мадол, внесена до списку Світової спадщини ЮНЕСКО.
Острів Косрае розташований за 550 км на схід від Понпеї, на крайньому сході Каролінського архіпелагу. Це глибоко розчленований вулканічний острів з кількома стрімкими вершинами, найвища з яких підіймається на висоту 629 м над рівнем моря.
Більшість островів екорегіону являють собою невеликі коралові острови та атоли — кільцеподібні острови з неглибокою лагуною посередині, що утворилися на вершинах давніх вулканів. Серед груп атолів, що входять до екорегіону, слід відзначити острови Холл, розташовані на північ від Чуука, острови Реметау, розташовані на захід від нього, та острови Номої, розташовані на південний схід від нього, а також острови Сенявіна, що лежать поблизу Понпеї.

## Клімат
На Каролінських островах домінує вологий екваторіальний клімат (Af за класифікацією кліматів Кеппена). Середня температура тут становить близько 25 °C, а її сезонні коливання є незначними. Найбільша кількість опадів випадає на сході архіпелагу, з просуванням на захід опадів випадає менше, а їх розподіл стає більш сезонним. На Понпеї середньорічна кількість опадів становить понад 4500 мм, а на Косрае — понад 6400 мм.

## Флора
Природний рослинний покрив Каролінських островів представлений вологими тропічними лісами, а також включає невеликі ділянки саван та чагарників. У прибережних районах поширені мангрові ліси, а на атолах — атолові ліси та прибережні зарості. Люди змінили рослинний покрив островів — завдяки регулярним пожежам площа саван збільшилась, особливо на західних островах, а значна частина низинних лісів була перетворена на сади, поля, плантації або вторинні ліси.
На великих вулканічних островах екорегіону зустрічаються низинні ліси, гірські ліси та хмарні ліси. На Понпеї хмарні ліси поширені на висоті 450 м над рівнем моря, а на Косрае — на висоті 300 м над рівнем моря, що робить їх одними з найнижчих хмарних лісів у світі. Хмарні ліси Каролінських островів є одними з найбільш флористично різноманітних лісів Океанії та вирізняються високим рівнем ендемізму. Острови регіону розташовані достатньо близько до Південно-Східної Азії, щоб на них могли потрапити різні рослини, а їхній вік та відносна ізоляція дозволили цим рослинам еволюціонувати в окремі види.
Рослинний покрив острова Понпеї, найбільшого острова архіпелагу, постраждав менше, ніж на інших островах. Тим не менш, місцеві рівнинні ліси майже повністю зникли. Уздовж узбережжя Понпеї зустрічаються ділянки вторинних лісів і саван, а також добре збережені мангрові ліси та прісноводні заболочені ліси. На стрімких схилах поширені зарості морського гібіску (Hibiscus tiliaceus). Приблизно третина Косрае використовується у агролісівництві та вкрита садами.
У гористій центральній частині острова все ще зустрічаються ділянки незайманих гірських та дощових лісів. В лісах, що ростуть на висоті від 450 до 680 м над рівнем моря, у лісовому наметі переважають ендемічні пальми котоп (Clinostigma ponapense) та більш низькі чорнуваті деревоподібні папороті (Sphaeropteris nigricans). В підліску гірських лісів Понпеї домінують каролінські меси (Maesa carolinensis) та інші чагарники. Серед дерев, що зустрічаються в цих лісах, слід відзначити різні види сирних дерев (Glochidion spp.), мірсин (Myrsine spp.), елеокарпусів (Elaeocarpus spp.), сизигіумів (Syzygium spp.), психотрій (Psychotria spp.), тімоніусів (Timonius spp.) та астронідіумів (Astronidium spp.), а також пахвові гінтрохії (Gynotroches axillaris spp.), каролінські залізні пальми (Metroxylon amicarum) та пальми-понапеї (Ponapea spp.). Дерева у гірських лісах Понпеї часто оповиті ліанами, зокрема крученими паничами (Ipomoea spp.), мерреміями (Merremia spp.), фрейсінетіями (Freycinetia spp.), гіпсерпами (Hypserpa spp.) та пахигенами (Pachygone spp.). Також тут росте багато наземних та епіфітних папоротей. На найвищих вершинах Понпеї переважають серполисті деревоподібні папороті (Sphaeropteris lunulata) та патінові пандани (Pandanus patina).
В горах Косрае також збереглися первинні гірські та хмарні ліси. В цих лісах переважають різні види горсфельдій (Horsfieldia spp.), нойбургій (Neuburgia spp.), психотрій (Psychotria spp.), сизигіумів (Syzygium spp.), кампносперм (Campnosperma spp.), макаранг (Macaranga spp.), жалких дерев (Dendrocnide spp.), бьомерій (Boehmeria spp.) та фікусів (Ficus spp.), а також деревоподібні папороті з роду Sphaeropteris та єдині місцеві пальми — понапеї Ледерманна (Ponapea ledermanniana). Як і на Понпеї, тут росте багато наземних та епіфітних папоротей.
На висоті понад 300 м над рівнем моря гірські ліси Косрае переходять у карликові хмарні ліси. Основу цих лісів складають серполисті деревоподібні папороті (Sphaeropteris lunulata), каролінські елеокарпуси (Elaeocarpus carolinensis) та каролінські астронідіуми (Astronidium carolinense), а також більш низькі напівголовчасті полісціаси (Polyscias subcapitata) та стеленхатоподібні сизигіуми (Syzygium stelechanthoides). В підліску поширені пишні мохи, печіночники, папороті, зокрема ясеневі птісани (Ptisana fraxinea) та колючі крильники (Pteris spinescens), а також трав'янисті рослини з родини жовтецевих (Ranunculaceae). Серед епіфітів, поширених у хмарних лісах Косрае, слід відзначити каролінський оленячий язик (Elaphoglossum carolinense), рясноцвітий тонколистник (Hymenophyllum polyanthos), жорстку ліндсею (Lindsaea rigida) та ендемічну кострайську пеперомію (Peperomia kusaiensis).
На Чууці збереглося небагато незайманих рівнинних або гірських лісів. Найбільший масив первинних гірських лісів зберігся на піку Уїнпот на острові Тол. Тут ростуть ендемічні чууцькі гептафлеруми (Heptapleurum kraemeri), чууцькі отруйні дерева (Semecarpus kraemeri) та каролінські атрактокарпуси (Atractocarpus carolinensis).
Атоли екорегіону дуже пласкі і підіймаються заледве на кілька метрів над поверхнею моря. Тим не менш, як для атолів, вони вирізняються нехарактерно високим різноманіттям флори, ймовірно, через велику кількість опадів. Більшість рослин, що зустрічаються на атолах Каролінського архіпелагу, є широко поширеними прибережними індо-тихоокеанськими або пантропічними видами, а ендеміків серед них зустрічається дуже мало.

## Фауна
Орнітофауна Каролінських островів нараховує більше 100 видів птахів, з яких 15 видів є ендеміками екорегіону. Труцькі монархи (Metabolus rugensis), труцькі міагри (Myiagra oceanica) та чуюцькі рукії (Rukia ruki) є ендеміками Чууку, погнпейські альціони (Todiramphus reichenbachii), вишневі лорікети (Trichoglossus rubiginosus), мікронезійські віялохвістки (Rhipidura kubaryi), довгодзьобі рукії (Rukia longirostra), погнепейські окулярники (Zosterops ponapensis) та дуже рідкісні сірі шпаки-малюки (Aplonis pelzelni) — ендеміками Понпеї, косрейські тілопо (Ptilinopus hernsheimi) та сірі окулярники (Zosterops cinereus) — ендеміками Косрае. Каролінські голуби (Pampusana kubaryi) мешкають на Понпеї і Чууці, мікронезійські тілопо (Ptilinopus ponapensis) — на Чууці і Понпеї, мікронезійські міагри (Myiagra pluto) — на Понпеї та навколишніх островах Сенявіна, а каролінські очеретянки (Acrocephalus syrinx) — на всіх трьох великих островах регіону та багатьох дрібних атолах. Майже ендемічними представниками екорегіону є мікронезійські пінони (Ducula oceanica), каролінські салангани (Aerodramus inquietus), мікронезійські медовички (Myzomela rubratra), мікронезійські шпаки-малюки (Aplonis opaca) та каролінські окулярники (Zosterops semperi). Багато ендемічних птахів зустрічаються в гірських лісах вулканічних островів: так, з 29 видів наземних птахів, поширених на Понпеї, 24 види віддають перевагу високогір'ям острова. Орнітофауна атолів переважно представлена морськими птахами, зокрема атоловими крячками (Anous minutus), кілька великих гніздових колоній яких знаходяться на островах регіону.
Раніше на Косрае зустрічалися ендемічні кусайські погоничі (Zapornia monasa) та косрейські шпаки-малюки (Aplonis corvina), однак наразі вони вимерли. Кілька інших ендемічних представників регіону перебувають на межі зникнення. Місцевим птахам загрожує знищення природного середовища, а також хижацтво з боку інтродукованих малих пацюків (Rattus exulans) та східних пацюків (Rattus tanezumi). У 1920-х роках на Понпеї з Нової Ірландії були інтродуковані сірошиї мунії (Lonchura hunsteini), які наразі широко присутні на півночі і сході острова. 
Єдиними місцевими ссавцями, поширеними на островах регіону, є рукокрилі, зокрема три види ендемічних криланів. Косрайські крилани (Pteropus ualanus) зустрічаються на Косрае, каролінські крилани (Pteropus molossinus) — на Понпеї та на сусідніх атолах, а чууцькі крилани — на Чууці та на атолах Номої і Намонуїто. Крім того, на островах Чуук і Понпеї мешкають тихоокеанські мішкокрили (Emballonura semicaudata). Ендемічні крилани перебувають під загрозою зникнення внаслідок знищення природного середовища і полювання.
Герпетофауна екорегіону включає 24 види геконів і сцинків. Ендеміками екорегіону є понпейські сцинки (Emoia ponapea), мортлоцькі лускатопалі гекони (Lepidodactylus oligoporus), велетенські атолові гекони (Perochirus scutellatus) та каролінські сліпуни (Ramphotyphlops adocetus), а майже ендемічними його представниками — чорні мікронезійські сцинки (Emoia arnoensis), лісові мікронезійські сцинки (Emoia boettgeri) та мікронезійські пильчастохвості гекони (Perochirus ateles).

## Збереження
Острови регіону були заселені приблизно 2500 років тому. За століття більша частина природних рівнинних лісів Каролінських островів була знищена і перетворена на савани і вторинні ліси, у яких переважають немісцеві види. Поселенці привезли в регіон кокосову пальму (Cocos nucifera), хлібне дерево (Artocarpus altilis), таро (Colocasia esculenta), банани (Musa) та цукрову тростину (Saccharum officinarum). На трьох найбільших островах регіону вирощують п'янкий перець (Piper methysticum) або кава-каву. Для вирощування цієї рослини необхідні родючі ґрунти, тому для розширення плантації кава-кави вирубуються гірські ліси. Основною загрозою для збереження природи регіону є подальша вирубка лісів, хижацтво з боку інтродукованих пацюків та полювання, особливо на великих голубів і криланів.
Оцінка 2017 року показала, що 26 км², або 6 % екорегіону, є заповідними територіями. Природоохоронні території включають Лісовий заповідник вододілу Понпеї.